# فيليب كريستانفال
فيليب تشارلز لوسين كريستانفال (بالفرنسية: Philippe Christanval)‏، من مواليد 31 أغسطس 1978 في باريس في فرنسا، لاعب كرة قدم فرنسي.
بدأ مسيرته الكروية مع نادي موناكو في عام 1999، ولعب معهم حتى عام 2001، وشارك معهم في 81 مباراة وسجل هدف واحد، وفي عام 2001 انتقل إلى نادي برشلونة الإسباني، ولعب معهم حتى عام 2003، وشارك معهم في 32 مباراة، وفي عام 2003 انتقل إلى نادي مارسيليا، ولعب معهم حتى عام 2005، وشارك معهم في 13 مباراة، ومنذ عام 2005 وهو يلعب مع نادي فولهام الإنجليزي.
و قد بدأ باللعب مع منتخب فرنسا لكرة القدم في عام 2002.

## روابط خارجية
- فيليب كريستانفال على موقع قاعدة بيانات كرة القدم.إي يو (الإنجليزية)
- فيليب كريستانفال على موقع ليكيب (الفرنسية)
- فيليب كريستانفال على موقع ناشيونال فوتبول تيمز (الإنجليزية)
- فيليب كريستانفال على موقع Soccerbase.com (لاعب) (الإنجليزية)
- فيليب كريستانفال على موقع Soccerway.com (الإنجليزية)
- فيليب كريستانفال على موقع عالم كرة القدم.نت (الإنجليزية)
- فيليب كريستانفال على موقع كووورة